# 貝拉維斯塔區 (蘇亞納省)
貝拉維斯塔區（西班牙語：Distrito de Bellavista），是秘魯的一個區，位於該國西北部皮烏拉大區的蘇亞納省，始建於1954年11月9日，面積3.09平方公里，海拔高度40米，2005年人口35,908，人口密度每平方公里12,000人。
4°53′24″S 80°40′51″W / 4.8901°S 80.6807°W